# Harpalus flavescens
Espèce
Harpalus flavescens est une espèce de Coléoptères de la famille des Carabidae.

## Description
Ces coléoptères ont une taille de 11 à 13 mm,. Comme pour d'autres espèces telles que H. tardus, les mâles sont luisants tandis que les femelles sont plus ternes.
La carapace est de couleur roussâtre. Le prosternum n'a pas de poils saillants à l'avant. Le pronotum des H. flavescens est plus petit au niveau de la base et cette base est plus étroite que les élytres. La base du pronotum est perforée.. De fortes stries sont présentes et faiblement ponctuées. L'interstrie juxtasutural a une forme de point chez la femelle. Les sternites sont pubescents,.
La rangée d'épines sur la face inférieure du tibia antérieur est continue avec la rangée d'épines préapicales à l'extrémité. Les tibias sont aussi tronqués en biais.

## Distribution
Harpalus flavescens est commun en Europe, en Sibérie, en Asie centrale et en Asie du Nord. En Asie centrale, on ne le trouve qu'au Kazakhstan.

## Taxonomie
Le nom valide complet (avec auteur) de ce taxon est Harpalus flavescens (Piller & Mitterpacher, 1783).
L'espèce a été initialement classée dans le genre Carabus sous le protonyme Carabus flavescens Piller & Mitterpacher, 1783.

### Synonymie
Harpalus flavescens a pour synonymes :
- Carabus ferrugineus Fabricius, 1775
- Carabus flavescens Piller & Mitterpacher, 1783
- Harpalus fabricii Crotch, 1871
- Harpalus ferrugineus (Fabricius, 1775)
- Harpalus rufus Brüggemann, 1873